# Programmations des Francofolies des années 2010
Pour un article plus général, voir Francofolies.
Cet article présente les programmations des Francofolies des années 2010.

## Édition 2010
Le festival se déroule du 13 au 17 juillet 2010.
| Scènes                         | Mardi 13                                                             | Mercredi 14                                       | Jeudi 15                                                                            | Vendredi 16                                                                           | Samedi 17                                                       |
| ------------------------------ | -------------------------------------------------------------------- | ------------------------------------------------- | ----------------------------------------------------------------------------------- | ------------------------------------------------------------------------------------- | --------------------------------------------------------------- |
| Jean-Louis Foulquier           | Eiffel, B.B. Brunes, Jacques Higelin, Jacques Dutronc                | Emilie Simon, Gaëtan Roussel, Cœur de pirate, -M- | Dom Tom Folies, Fefe, Gérald De Palmas, Les Cowboys Fringants, Fête à Alain Souchon | Arnaud Fleurent Didier, Dominique A, Fête à Wax Tailor, Charlotte Gainsbourg, Phoenix | Carmen Maria Vega, Dub Inc, Gad Elmaleh, Diam's, DJ Zebra       |
| Grand Théâtre – La Coursive    | Carte Blanche Sacem : Diving With Andy, Soan, Tete                   | Albin de la Simone, Vanessa Paradis               | Michel Rivard, Yacoub invite Malicorne                                              | Ben l'oncle soul, Carte Blanche à Hocus Pocus                                         | Alexandre Desilets, Da Silva, Miossec                           |
| Théâtre Verdière – La Coursive | Catherine Major, Zaz, L, Mélanie Pain                                | Cascadeur, Chapelier Fou, Robin Leduc, Feloche    | Cocoroyal, Camélia Jordana, La Fiancée, JP Nataf                                    | Jérome Van Den Hole, Ludeal, Smod, Vieux Farka Touré                                  | Lili Ster, Pierre Souchon, Mariscal, Babet                      |
| Salle bleue – La Coursive      | David Sire, C'est de famille, Mami Bastah, Zed Van Traumat, Trio EDF | Abel, Chocobelou, Dom Duff, Kent                  | Carton Park                                                                         | Compagnie comme sur des roulettes, Rex a des ennuis                                   | Enzo Enzo, Clap !                                               |
| Casino Barrière                | Didier Super, Travesti Monsters                                      | Didier Super, Travesti Monsters                   | Orange Orange, Surfing Leons, Sexy Sushi, Travesti Monsters                         | Eric Toulis, Oldelaf, Travesti Monsters                                               |                                                                 |
| Le Gabut                       | Puggy, Gush, Pony Pony Run Run                                       | Las Ondas Marteles, Hindi Zahra, Shantel          | Lilly Wood & the prick, Curry and Coco, General Elektriks                           | Katel, Arnaud Fleurent Didier, Jeanne Cherhal                                         | Naosol & the Waxx Blend, Jil is lucky, Ariane Moffatt, Revolver |
| Cours des Dames - Horloge      | Emynona, KKC Orchestra, Florent Vintrigner                           | O2zen, Twin Twin, La Fanfare en Pétard            | Yules, Misteur Valaire, Nouvel R                                                    | Somadaya, Chocolate Donuts, Dom Tom Folies                                            | Louise Contre Attaque                                           |

## Édition 2011
Le festival se déroule du 12 au 16 juillet 2011.
| Scènes                                | Mardi 12                                                                              | Mercredi 13                                                                                   | Jeudi 14                                                                             | Vendredi 15                                                                                                | Samedi 16 |
| ------------------------------------- | ------------------------------------------------------------------------------------- | --------------------------------------------------------------------------------------------- | ------------------------------------------------------------------------------------ | --- | --- |
| Jean-Louis Foulquier                  | Ours, Zaz, Bernard Lavilliers, Nolwenn Leroy, Christophe Maé                          | France O FOLIES, Mademoiselle K, Zazie, Jérôme Van Den Hole, Jean-Louis Aubert, Gotan Project | Lily Wood & the prick, Cocoon, Yodelice, Rover, The Do, Aaron, Dancefloor avec Popof | Dom Tom Folies, Danakil, Asa, GiedRé, Ben l'Oncle Soul, Tiken Jah Fakoly                                   | Yelle, Martin Solveig, Pierre Billon et Gagnant Bamba Triste, Philippe Katerine, Twin Twin, Stromae, David Guetta |
| Grand Théâtre – La Coursive           | Jérôme Van Den Hole, Alain Chamfort, Louis Cheddid                                    | Giedré, La comédie musicale de Didier Super, Stupeflip                                        | Patxi Garat, Karimouche, Florent Marchet                                             | Madjo, Mélanie Laurrent, Yael Naim                                                                         | L, Elodie Frege, Fête à Maxime Le Forestier, Lizard et Luc, Psylvia...et Maxime!                                  |
| Théâtre Verdière / CCAS – La Coursive | Mesparrow, François & the Atlas Mountains, Twin Twin, Brigitte                        | Joséphine Ose, Damien Robitaille, La Féline, Bertrand Belin                                   | Lamarca, Cyril Mokaiesh, Lisa Portelli, Melissmell                                   | Rover, June & Lula, Fréderic Nevchehirlian, Psykick Lyrikah                                                | Ginkgoa, Irma, Lise, Alex Beaupain                                                                                |
| Village Francofou                     | June & Lula, Ginkgoa, Mamienco, Balimurphy, The Wankin' Noodles, Les Hurlements d'Léo | Rover, Lisa Portelli, Lamarca, Manceau, We Were Evergreen, Mama Rosin                         | Damien Robitaille, Giedré, Pendentif, Pollux From Rio, Dom Tom Folies                | Mesparrow, François & the Atlas Mountains, Bonnie Li, Dissonant Nation, Les P.O.U.F., Les Rois de la Suède | Fête de fin de chantier, Namaste, Lussi in the sky, The Mistinguetts                                              |
| Le Diane's                            | Tumi & The Volume, Socalled, Janski Beeeats, DJ Damien Lapeyre, DJ The Rustler        | Oh La La !, The shoes, Brodinski, Lauphi                                                      | Fumuj, The inspector cluzo, Le Catcheur et la Pute, DJ Captain                       | Le Prince Miiaou, Hushpuppies, Vismets, DJ Freak                                                           | Absynthe Minded, The Bewitched Hands, Concrete Knives, Michalon El Selector                                       |
| Salle bleue – La Coursive             | Carlo Bondi et Xavier Michel                                                          | Catherine Vincent, Clarisse Lavanant, Jacques Bertin, Julos Beaucarne                         | Franz, Marie-Pierre Arthur, Sacha Toorop, Albin de la Simone                         | Momo Solo, Claire Denamur, Dawson - Coup d'Marron                                                          | Pascal Peroteau                                                                                                   |
| Village Public                        | GiedRé, Lamarca                                                                       | François & the Atlas Mountains, Manceau                                                       | La Féline, June & Julia, Lilly Wood & The Prick                                      | Yael Naim, Lisa Portelli                                                                                   | Absynthe Minded, Concrete Knives, Artistes Chantiers                                                              |

Le festival a atteint un nouveau record  de fréquentation avec 90 000 entrées payantes.
Cette édition a fait couler beaucoup d'encre[réf. nécessaire] notamment avec la soirée du 16 juillet avec des artistes comme David Guetta, Martin Solveig, Stromae ou Katerine. Plusieurs personnes se sont plaintes de la programmation de cette soirée[réf. nécessaire].

## Édition 2012

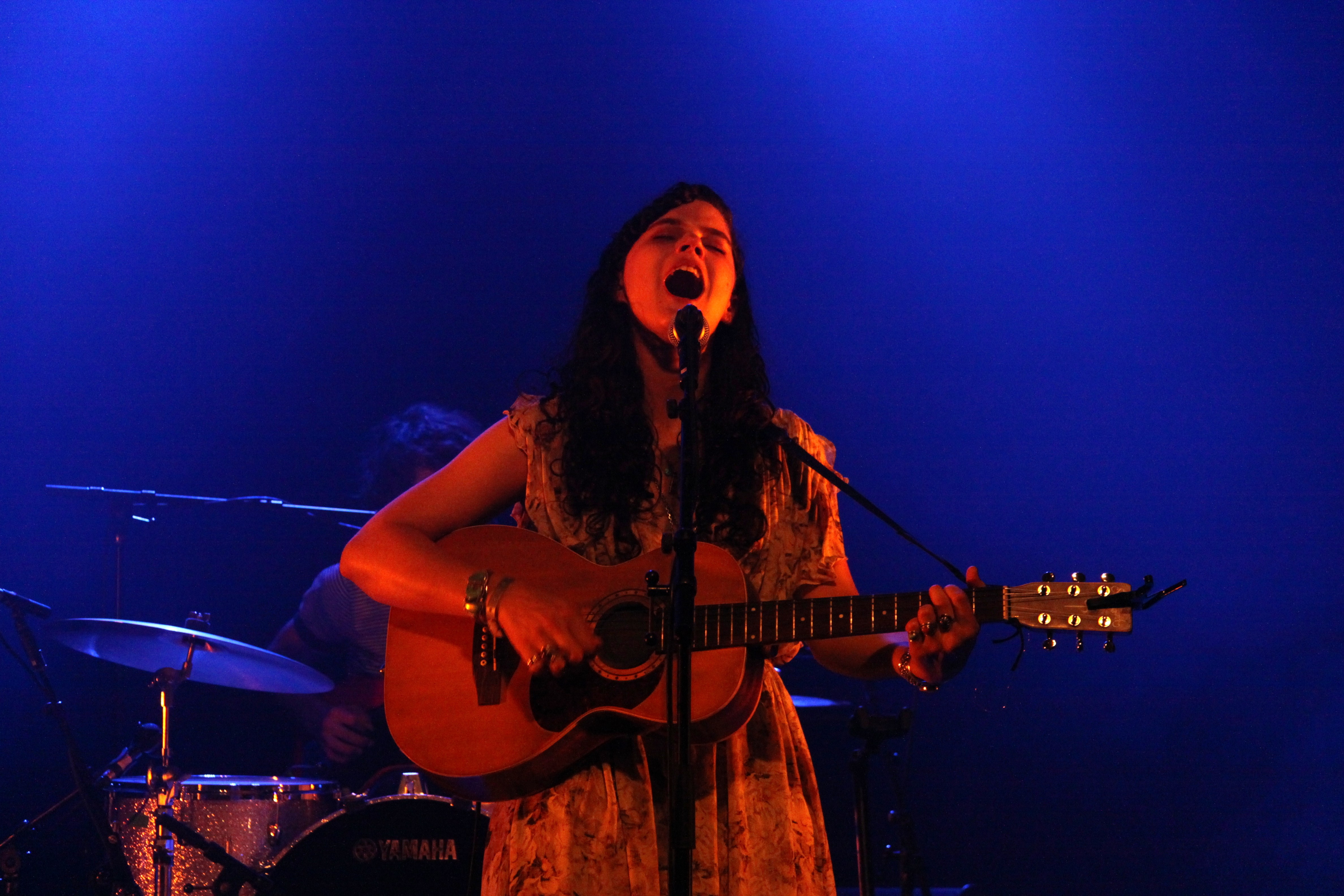
Soko, Francofolies 2012

Du 11 juillet au 15 juillet 2012, tous les concerts prévus en plein air aux Francofolies sont annulés en raison de fortes rafales de vent dépassant les 70 km/h. Le 14 juillet, malgré une légère pluie en début de soirée, tous les concerts prévus sont assurés. Le dimanche 15 juillet, les concerts ont tous été maintenus.
| Scènes                                | Mercredi 11                                                                                       | Jeudi 12 | Vendredi 13 | Samedi 14 | Dimanche 15                                                       |
| ------------------------------------- | ------------------------------------------------------------------------------------------------- | --- | --- | --- | ----------------------------------------------------------------- |
| Jean-Louis Foulquier                  | Imany, Julien Doré, Brigitte, Benabar, Martin Solveig                                             | France O FOLIES, Arthur H, We Were Evergreen, Dionysos, Catherine Ringer, Hubert Félix Thiéfaine, Rodrigo y Gabriela | François & The Atlas Mountains, Thomas Dutronc, Camille, Bastian Baker, Charlie Winston, Caravan Palace                           | Revolver, General Elektriks, Izia, Fête à Moriarty avec Emily Loizeau, Christine Salem et Don Cavalli, Pony Pony Run Run, C2C | 1995, Chinese Man, Joeystarr, Zebda, Shaka Ponk, Birdy Nam Nam    |
| Grand Théâtre – La Coursive           | Mansfield. Tya, Daniel Darc, Dominique A                                                          | Les Franglaises, Cette année là - 1968 par Zaza Fournier, (avec Arthur H, Camille Bazbaz, Axel Bauer), Anaïs         | Amoureuse - Jeanne Cherhal (Reprise du 1er album de Véronique Sanson) Crouners ! : (Rover, Thomas Dutronc, Tete, Alexis HK, Anis) | Ben Mazué, Sly Johnson & invités, Oxmo Puccino, Féfé, Elisa Jo, Valérie Delgado, Kery James                                   | Scotch & Sofa avec Ours, Laurent Voulzy                           |
| Théâtre Verdière / CCAS – La Coursive | Babel, Barcella, We Were Evergreen, Mina Tindle                                                   | Theodore, Paul & Gabriel, Maia Vidal, Christine & The Queens, Amandine Bourgeois                                     | Juliette Katz, Marshmallow, Inglenook, Barbara Carlotti                                                                           | Bernard Adamus, Cabadzi, Arlt, Philippe Uminski                                                                               | Charles-Baptiste, Tristan Nihouarn, Clea Vincent, Soko            |
| Villa Francofou                       | Theodore, Paul & Gabriel, Christine & The Queens, Odyl, Music is not fun, Jon Malkin, Red Cardell | Babel, We Were Evergreen, Zuzoom, Meltones, Carol's Cousin, Daby Toure                                               | Maia Vidal, Clea Vincent, Hippocampe Fou, Vincha, Superpoze, Bo Houss, Merlot                                                     | Charles Baptiste, Marshmallow, Ava, Hyperclean, Most Agadn't, Lisa Leblanc, Cedric Gervy, GiedRé                              | Inglenook, Cabadzi, The Magnets, The Aerial, The Dancers, La Ruda |
| Le Diane's                            | Mrs Good (Artiste Ricard), Housses de Racket, Stuck in the sound, Rebeka Warrior DJ Set           | Tom Fire, Boogers, Sporto Kantes, Battle de DJ : Cinematek Vs Popelina                                               | Kap Bambino, Para One, Sound Pellegrino Thermal Team, Banal DJ Set                                                                | Nasser, Christine, Kavinsky, DJ Set : Dig or Die                                                                              | Lescop, Mustang, La Femme, College, Luz DJ set                    |
| Salle bleue – La Coursive             | Michele Bernard, Graeme Allwright                                                                 | Merlot | Compagnie nid de coucou, Toguna, Christine Salem                                                                                  | Tony Truant, Dorothée de Monfreid, Fred Deshayes, E.SY Kenenga                                                                | François Hadji-Lazaro et Pigalle, Agnès Debord, Chloé Lacan       |
| Patio                                 | Erevan Tusk                                                                                       | Marshmallow, We Were Evergrenn                                                                                       | Theodore, Paul & Gabriel, Miss White & The Drunken Piano                                                                          | Couvez & Basset de Monte Le Son - France 4                                                                                    | Mustang, La Femme                                                 |
| Etage Coursive                        | Barcella                                                                                          | Zaza Fournier, Marshmallow, Cléa Vincent, Lamarca, Axel Bauer, Daby Toure                                            | Big Band Bigre, Bertrand Dicale, Theodore, Paul & Gabriel                                                                         | Babel | Cabadzi                                                           |

## Édition 2013
La 29e édition du festival s'est tenu du 12 au 16 juillet 2013
| Scènes                                | Mercredi 11 | Jeudi 12 | Vendredi 13 | Samedi 14 | Dimanche 15                                                                          |
| ------------------------------------- | --- | --- | --- | --- | ------------------------------------------------------------------------------------ |
| Jean-Louis Foulquier                  | Bastian Baker, Cali, Raphael, elephant, Patrick Bruel                                                                            | Disiz, Olivia Ruiz, set&match, Tryo, Orelsan                                                                                               | Lilly Wood & The Prick, Fête à Benjamin Biolay : Jeanne Cherhal, Orelsan, Carl Barât, Damien Saez, Skip The Use | France Ô FOLIES, Rover, Lou Doillon, Gael Faure, -M-                                                         | Lescop, Breakbot, Woodkid, Archive, Vitalic                                          |
| Grand Théâtre – La Coursive           | | Gaetan Roussel, Re-play Blessures d'Alain Bashung                                                                                          | Gaetan Roussel, Re-play Blessures d'Alain Bashung                                                               | Lisa Leblanc, Alexis HK, Jane Birkin chante Gainsbourg via Japan avec Miossec et Rufus Wainwright            | Daphne chante Barbara, Rufus Wainwright piano solo                                   |
| Théâtre Verdière / CCAS – La Coursive | Benjamin Clémentine, Emily Loizeau                                                                                               | Granville, Aline, Sophie Maurin, Volo | Mathilde Forget, Elephant, AD, Hugh Coltman                                                                     | Gael Faure, Marie-pierre Arthur, Folfox, Axel Bauer                                                          | Maya Kamaty, Anouk Aiata, Mariama, Mai Lan                                           |
| Salle bleue – La Coursive             | | Pascal Parisot, Création autour d'Allain Leprest avec Yves Jamait, Jean Guidoni, Romain Didier                                             | Tartine Reverdy, Irene Jacob, Manu Lann Huel, chante Ferré                                                      | Manu Galure, Maissiat, Salomé Leclerc, Mademoisell Nineteen                                                  | Les Boby Rangers, Nicolas Jules, Presque Oui, Imbert Imbert, Boby Lapointe repique ! |
| Le Diane's                            | Joya Hope, Baden Baden, Jil is lucky, DJ Lauphi                                                                                  | Warm up'Dig or Die, Tomorrow's world, Yan Wagner, Fauve#, Dig or Die                                                                       | Set&match, Nemir, La Rumeur, DJ Jean du voyage                                                                  | Super Pop Corn, Airnadette, La Comédie Musiculte, DJ Moule                                                   | Hippocampe Fou, Airnadette, La Comédie Musiculte, DJ Johnny Bootleg                  |
| Village Francofou                     | Batpointg, Fränk, North odd preppies présenté par la Rock School Barbey à Bordeaux, Le Larron (voix du sud), Elisa Jo, Set&match | Bigflo & Oli, Fi/She/S, Clocwork of the moon présenté par le Cargo à Caen, Colours in the street (Ricard), Laurent Lamarca, Hippocampe Fou | Malo, Bengale, zoB présenté par Paloma à Nimes, Quebecofolies : Caïman Fu, Les sœurs Biolay, Les Hay Babies     | Bel Plaine, 1969 Club, White Crocodile présenté par l'alimentation générale à Paris, Sophie Maurin, Buridane | Moongai, Toys, The Lemon Queen présenté par le Chabada à Angers                      |

Cette édition a signé le retour de grandes têtes d'affiche comme Patrick Bruel, Cali, Tryo ou Olivia Ruiz. La programmation a cependant fait la part belle aux artistes inédits[réf. souhaitée] pour le festival tels que Saez (dont la prestation polémique fut longuement commentée dans la presse), Woodkid ou encore le rappeur Orelsan, ravi de faire la paix avec le festival.

## Édition 2014
Le festival se déroule du 10 au 14 juillet 2014,
| Scènes                                | Jeudi 10                                                                                 | Vendredi 11                                                          | Samedi 12 | Dimanche 13                                                                                         | Lundi 14                                                                                    |
| ------------------------------------- | ---------------------------------------------------------------------------------------- | -------------------------------------------------------------------- | --- | --------------------------------------------------------------------------------------------------- | ------------------------------------------------------------------------------------------- |
| Jean-Louis Foulquier                  | Bense, Bernard Lavilliers, Jacques Higelin, Concert 30ème édition                        | France ô Folies, Tal, Ben L'oncle soul, Feloche, Zaz, Christophe Maé | Mokaiesh, Deluxe, Plaza Francia, Mell, Catherine Ringer et Muller & Makaroff (Gotan Project), Detroit, Shaka Ponk | Cats on trees, Asaf Avidan, Casseurs flowters, GiedRé, IAM, Fauve#                                  | Pierre Lapointe, François & the Atlas Mountains, Renan Luce, Auden, Gaetan Roussel, Stromae |
| Grand Théâtre – La Coursive           |                                                                                          | Julien Doré chante Daho                                              | Séance Francos Juniors, Aldebert Enfantillages 2 à partir de 6 ans, Les Innocents, Miossec                        | Mell, Grand Corps Malade                                                                            | Jeanne Cherhal, William Sheller                                                             |
| Théâtre Verdière / CCAS – La Coursive |                                                                                          | Chat, Féloche, Le Noiseur, Dick Annegarn & invités                   | Feu! Chatterton, Florent Marchet, Natas Loves You, Mark Daumail                                                   | MmMmMm, GiedRé, Hildebrandt, CharLÉlie                                                              | Constance Amiot, Joyce Jonathan, AuDen, Jean-Louis Murat & The delano orchestra             |
| Le Diane's                            |                                                                                          | Baptiste W Hamon, Michel Jonasz (piano voix avec Jean-Yves d'Angelo) | Patrice Michaud, Nicolas Peyrac                                                                                   | Natas Loves You, Anne Sylvestre                                                                     | Nilda Fernandez                                                                             |
| Village Francofou                     | Tulsa, Gaspard Royant, Frero De La Vega, Bigflo & Oli, Karim Ouellet, Boulevard des airs | Mofo Party Plan, Equateur, Hill Valley, Elephanz, Owlle, Jabberwocky | Two Bunnies In Love, Den House, Klo Pelgag, Perfect Hand Crew, Blind Digital Citizen, Odezenne, Kadebostany       | Bastian Lanza, Lewis Evans, Natalia Doco, Neeskens, Maya Kamaty, Nathalie Natiembe, Melissa Laveaux | Mr Crock, Dimone, Super Social Jeez, Winston McAnuff & Fixi, Biga Ranx, DJ Jean Du Voyage   |
| Salle bleue – La Coursive             |                                                                                          | Boris Vian                                                           | | David Sire, Niet Popov, Benjamin Shoos, Patrice Michaud, La Maison Tellier                          |                                                                                             |
| Patio                                 | Mr Ron                                                                                   | Juan Masseyna                                                        | Stéphane Basset                                                                                                   | Casseurs Flowters/Fauve#                                                                            | CÄT CÄT                                                                                     |
| Village Public                        | Zebrazil                                                                                 | Zebrazil                                                             | Zebrazil | Zebrazil                                                                                            | Zebrazil                                                                                    |

## Édition 2015
Le festival se déroule du 10 au 14 juillet 2015.
| Scènes                                | Vendredi 10                                                                               | Samedi 11                                                          | Dimanche 12                                                                              | Lundi 13                                                              | Mardi 14                                                               |
| ------------------------------------- | ----------------------------------------------------------------------------------------- | ------------------------------------------------------------------ | ---------------------------------------------------------------------------------------- | --------------------------------------------------------------------- | ---------------------------------------------------------------------- |
| Jean-Louis Foulquier                  | Théodore, Paul & Gabriel, Angus & Julia Stone, Etienne Daho, Christine & the Queens, Rone | Fakear, Naâman, The do, Selah Sue, Fête à Chinese Man, The Avener  | Rose, Cœur de Pirate, Véronique Sanson, Lewis Evans, Julien Doré, Hubert-Félix Thiéfaine | Vianney, Fréro Delavega, Ben Mazué, Brigitte, Arthur H, Florent Pagny | Faada Freddy, Radio Elvis, Yannick Noah, Johnny Hallyday               |
| Grand Théâtre – La Coursive           |                                                                                           | Raphaël revisite Manset                                            | Philemon Cimon, Fête à Robert Charlebois                                                 | Faada Freddy, Yael Naim                                               | Ben Mazué, Stephan Eicher                                              |
| Théâtre Verdière / CCAS – La Coursive |                                                                                           | Alexandre Delano, Clarika & Daphné, Laura Cahen, Christophe Willem | Lior Shoov, Alexis HK, Baptiste W Hamon, Thomas Fersen                                   | Dimone, Vianney, Lewis Evans, Keren Ann                               | Luce & Mathieu Boogaerts, Alain Chamfort, Jeanne Added, Claire Diterzi |
| Salle bleue – La Coursive             |                                                                                           | Nicolas Chavet & Julie Saunders                                    | Pascal Parisot, Antoine Chance, Gabriel de Villeneuve, Monogrenade, Baden Baden          | Eddy la Gooyatsh                                                      | Catherine Vincent                                                      |
| Village Francofou                     | Georgio, La Fine Equipe, Everydayz                                                        | Sianna, Hippocampe Fou, Salut c'est cool, Boagan, Volin            | Babel, Rouge Congo, Robi, Perez, Hyphen Hyphen                                           | Emilie Marsh, Rakia, Radio Elvis, Thylacine, Superpoze                | Fuzeta, S.A Live Music, If the Kids, Talent du Live                    |
| Le Diane's                            | Lewis Evans, Charles Dumont                                                               | Patrick Abrial, Zachary Richard                                    | Laura Cahen, Maurane                                                                     | Jo Wedin & Jean Felzine, Maurane                                      |                                                                        |
| Village Public                        | Bison Vinz                                                                                |                                                                    | Bison Vinz                                                                               | Bison Vinz                                                            | Bison Vinz                                                             |
| La Sirène                             |                                                                                           |                                                                    | Sarraco, Dominique A                                                                     |                                                                       |                                                                        |

## Édition 2016
Le festival se tient du 13 au 17 juillet 2016.
Une carte blanche est donnée à Ibrahim Maalouf et à Youssoupha.
| Scènes                                | Mercredi 13                                                                                                 | Jeudi 14                                                                                            | Vendredi 15                                                                                                  | Samedi 16                                                                  | Dimanche 17 |
| ------------------------------------- | --- | --------------------------------------------------------------------------------------------------- | --- | -------------------------------------------------------------------------- | --- |
| Jean-Louis Foulquier                  | Broken Back Marina Kaye Louane Pomme Mika                                                                   | Guts Bigflo & Oli Sages comme des sauvages Nekfeu Maître Gims                                       | Jain Feu! Chatterton Fête à Ibrahim Maalouf (avec Marcus Miller, Nolwenn Leroy) Severin Aaron Louise Attaque | Balthazar Caravan Palace Lilly Wood and the Prick Nord Parov Stelar Madeon | Radio Elvis Rover Jeanne Added Les Insus                                                                                     |
| Grand Théâtre – La Coursive           | | Création de Brigitte                                                                                | Teme Tan Création de Bernard Lavilliers                                                                      | Rover Dionysos                                                             | Emily Loizeau Keren Ann Lou Doillon                                                                                          |
| Théâtre Verdière / CCAS – La Coursive | Jackie Palmer Grand Blanc Pain-Noir Frère animal second tour                                                | Fiona Walden Pomme Séverin Jo Wedin & Jean Felzine Christian Olivier                                | Cléa Vincent Minuit Pharaon de Winter Bertrand Belin                                                         | Nord Raphaële Lannadère Sages comme des sauvages Philippe Katerine         | Camille Hardouin Mickey 3D Bessa Louis-Jean Cormier                                                                          |
| Salle bleue – La Coursive             | François Hadji-Lazaro - "Pouet"                                                                             | Merlot - "Eeuraoundzeweurld"                                                                        | Barcella - "Tournepouce"                                                                                     | Frédéric Zeitoun "L’histoire enchantée du petit juif à roulettes" Miossec  | Caroline Loeb - George Sand, ma vie, son œuvre avec Pierre Cohen Miossec                                                     |
| La Sirène                             | Labelle, Robert Robert, Vilify,Ed Banger House Party avec Busy P, Para One, Boston Bun, Breakbot et DJ Pone | | |                                                                            | Carte Blanche à Youssoupha : Redouane Harjane, Brav', Sam's, Take a Mic, Coely, S-Pri Noir, Madame Monsieur, Georgio, Médine |
| Village Francofou                     | Scotch&Sofa, Paul Wamo, Blind Test par Nadia Ahmane, Girafes                                                | Jo Wedin & Jean Felzine, Lise Juin, Elle & Elles, Blind Test par Nadia Ahmane, Fanel, Dominic Sonic | Pain Noir, Le Trottoir d'en face, Blind Test par Nadia Ahmane, Rezinsky                                      | I Am Stramgram, Blind Test par Nadia Ahmane, Jahen Oarsman                 | 5 en scène, Blind Test par Nadia Ahmane, Ilhaam Project                                                                      |

## Édition 2017

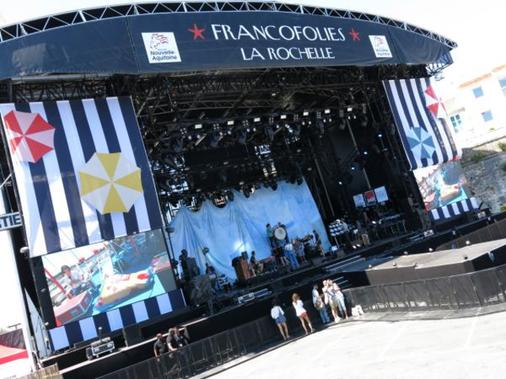
Nouvelle scène "Jean Louis Foulquier" pour la des Francofolies.

Le festival se déroule du 12 au 16 juillet 2017.
| Scènes                                | Mercredi 12                                                    | Jeudi 13                                                                                               | Vendredi 14                                  | Samedi 15                                                                                   | Dimanche 16                          |
| ------------------------------------- | -------------------------------------------------------------- | --- | -------------------------------------------- | ------------------------------------------------------------------------------------------- | ------------------------------------ |
| Jean-Louis Foulquier                  | Claudio Capéo, Boulevard des airs, Soprano, Christophe Maé     | Georgio, MHD, Black M, Kungs                                                                           | Imany, Camille, Lamomali de -M-, Julien Doré | Ofenbach, Mat Bastard, Petit Biscuit, S-crew, DJ Snake                                      | Gauvain Sers, Tryo, Vianney, Renaud  |
| Grand Théâtre – La Coursive           |                                                                | Hommage à Michel Berger : Christophe Willem & Yvan Cassar                                              | Cyril Mokaiesh, Michel Jonasz Quartet        | Vincent Delerm, Lady Sir (Gaetan Roussel & Rachida Brakni)                                  | Juliette Armanet, Benjamin Biolay    |
| Théâtre Verdière / CCAS – La Coursive | Part-Time Friends, The Pirouettes, Octave Noire, Dick Annegarn | Barbagallo, Peter Peter, Teme Tan, François & the Atlas Mountains                                      | Inuit, Talisco, Palatine, Gael Faye          | Agar Agar, Tim Dup, After Marianne, L'une et l'autre (Delphine de Vigan & La Grande Sophie) | Pi Ja Ma, Lescop, Fiona Walden, Tete |
| Salle bleue – La Coursive             | Jeanne Plante                                                  | Compagnie Tout S'Métisse                                                                               | Moïra Conrath                                | Safia Nolin, Albin de la Simonde, Benjamin Siksou, Kent                                     | Jill Caplan, Maissiat                |
| La Sirène                             |                                                                | Nusky & Vaati, Killason, Thérapie Taxi, Superpoze, Pfel & Greem, N'to & Joachim Pastor Present Sinners |                                              |                                                                                             |                                      |

## Édition 2018
Le festival se déroule du 11 au 15 juillet 2018.
| Scènes                                | Mercredi 11 | Jeudi 12                                                       | Vendredi 13                                              | Samedi 14                                        | Dimanche 15                                                                            |
| ------------------------------------- | --- | -------------------------------------------------------------- | -------------------------------------------------------- | ------------------------------------------------ | -------------------------------------------------------------------------------------- |
| Jean-Louis Foulquier                  | Loic Nottet, Raphael, Foé, Véronique Sanson (avec Patrick Bruel, Alain Souchon, Vianney, Tryo, Jeanne Cherhal, Chris Stills et Stephen Stills), Calogero | Thérapie Taxi, Roméo Elvis, Aloise Sauvage, Damso, Supreme NTM | Berywam, Lorenzo, Suzane, Bigflo & Oli, Voyou, Shakaponk | Eddy De Pretto, Jeanne Added, Jain, Orelsan      | Juliette Armanet, Birkin Gainsbourg - Le Symphonique, Catastrophe, Brigitte, MC Solaar |
| Grand Théâtre – La Coursive           | | Charlotte Gainsbourg                                           | Clara Luciani, Pierre Lapointe                           | Aldebert                                         | Nolwenn Leroy, Pomme, Julien Clerc                                                     |
| Théâtre Verdière / CCAS – La Coursive | Hyacinthe, Angèle, Foe, Fatoumata Diawara | Aloise Sauvage, Gaël Faure, Adam Naas, Proses                  | Malik Djoudi, L'impératrice, Blow, Ben Mazué             | Voyou, Bachar Mar-Khalife, Catastrophe, Arthur H | Hoshi, Klo Pelgag, Shelmi, Ash Kidd                                                    |
| Salle bleue – La Coursive             | Pascal Parisot | Nicolas Peyrac                                                 | Patrick Abrial & Jye, Bill Deraime                       | Cecile Corbel, Gilles Servat                     | Fred Blondin, Dani                                                                     |
| La Sirène                             | Joey le soldat, Loud, Sopico, Roméo Elvis, Bagarre |                                                                |                                                          |                                                  |                                                                                        |
| Scène du Port                         | Sarah Maison, Aloha Orchestra, MNNQNS | Theophile, Suzane, Chevalrex                                   | Mariscal, Chaton, Bifty & DJ Weedim                      | Naya, Hollydays, Pepite                          | Dimone & Kursed, Jason Mist, Tiloun                                                    |
| Chapito des Francos                   | Sarah Maison, Leopoldine HH | Foe, Aloha Orchestra                                           | Theophile, Chaton                                        | Patrick Abrial & Jye, Dimone & Kursed            | Tiloun, Jasont Mist                                                                    |
| Tour Saint Nicolas                    | | Sieste Acoustique de Bastien Lallemant                         | Sieste Acoustique de Bastien Lallemant                   | Sieste Acoustique de Bastien Lallemant           |                                                                                        |
| Le Chantier des Francos               | | Emily Loizeau & Mariscal                                       | François Atlas & Bostgehio                               | Ben Mazué, Laurent Lamarca & Pomme               |                                                                                        |
| Café Pollen                           | Jam Session | Metro Verlaine, HoTeL, Makja, Jaune, Jam Session               | Mariscal, Clara Luciani, Jam Session                     | Hervé, Jam Session                               |                                                                                        |
| Patio                                 | DJ Set, Chris Araki, Sir Benjamin | DJ Set, Chris Araki, Sir Benjamin                              | DJ Set, Chris Araki, Sir Benjamin                        | DJ Set, Chris Araki, Sir Benjamin                | DJ Set, Chris Araki, Sir Benjamin                                                      |
| Tour de la chaîne                     | DJ Set - Formidable | DJ Set - Roscella Sandsystem                                   | DJ Set - Moody With Us                                   | DJ Set - Roscella Sandsystem                     | DJ Set - Moody With Us                                                                 |

## Édition 2019
La 35e édition du festival a eu lieu du 10 au 14 juillet 2019.
| Scènes                                | Mercredi 10                                           | Jeudi 11                                                                                                   | Vendredi 12                                                                         | Samedi 13                                                           | Dimanche 14                                                              |
| ------------------------------------- | ----------------------------------------------------- | --- | ----------------------------------------------------------------------------------- | ------------------------------------------------------------------- | ------------------------------------------------------------------------ |
| Jean-Louis Foulquier                  | Radio Elvis, Gaetan Roussel, Arthur Ely, Angèle, -M-  | Synapson, Deluxe, Hocus Pocus (avec C2C, AllttA & Parrad), Dampa, Christine & the Queens, Hervé, The Blaze | Columbine, Aya Nakamura, Lomepal, Di#se, IAM Symphonique                            | Broken Back, L.E.J., Boulevard des airs, Ramo, Soprano              | Trois Cafés Gourmands, Jeremy Frerot, Emilie Marsh, Zazie, Patrick Bruel |
| Grand Théâtre – La Coursive           |                                                       | André Manoukian & invités "Juillet 85"                                                                     | Renan Luce, Cœur de pirate                                                          | Jean-Louis Aubert                                                   | Joyce Jonathan, Benabar                                                  |
| Théâtre Verdière / CCAS – La Coursive | Chine Laroche, Camélia Jordana, Jaune, Bertrand Belin | Arthur Ely, Vendredi sur Mer, Alma Forrer, Kimberose                                                       | Hervé, Minuit, Silly Boy Blue, L'Extragroupe                                        | Mottron, Canine, Thé Vanille, La Grande Sophie                      | Ramo, Charlotte Cardin, Muddy Monk, Flavien Berger                       |
| Salle bleue – La Coursive             |                                                       | Gainsbourg For Kids, Buridane, Dick Annegarn                                                               | Penelope, Roni Alter, Hugh Coltman                                                  | The Bear, Maud Lübeck, Alain Chamfort, Baptiste W. Hamon, Alexis HK | Fréderic Zeitoun, Jean-Jacques Debout                                    |
| La Sirène                             |                                                       | | Walnut Grove DC, Pogo Car Crash Control, Ultra Vomit, Mass Hysteria, DJ Kemical Kem |                                                                     |                                                                          |
| Scène de l'Horloge                    |                                                       | Dampa, La Chica, Corine                                                                                    | Di#se, Yseult, Terrenoire                                                           | Spider Zed, Marvin Jouno, Hubert Lenoir                             | Kottarashky, Saodaj', Clea Vincent                                       |